# Нефтенбах
Нефтенбах (нім. Neftenbach) — громада  в Швейцарії в кантоні Цюрих, округ Вінтертур.

## Географія
Громада розташована на відстані близько 115 км на північний схід від Берна, 20 км на північний схід від Цюриха.
Нефтенбах має площу 15,1 км², з яких на 15,5% дозволяється будівництво (житлове та будівництво доріг), 53,8% використовуються в сільськогосподарських цілях, 29,8% зайнято лісами, 0,9% не є продуктивними (річки, льодовики або гори).

## Демографія
2019 року в громаді мешкало 5718 осіб (+9,4% порівняно з 2010 роком), іноземців було 11,8%. Густота населення становила 379 осіб/км².
За віковим діапазоном населення розподілялося таким чином: 23,2% — особи молодші 20 років, 60,4% — особи у віці 20—64 років, 16,4% — особи у віці 65 років та старші. Було 2340 помешкань (у середньому 2,4 особи в помешканні).
Із загальної кількості 1657 працюючих 142 було зайнятих в первинному секторі, 410 — в обробній промисловості, 1105 — в галузі послуг.